# Lövenich (Köln)
Der Stadtteil Lövenich liegt am westlichen Stadtrand von Köln im Stadtbezirk Lindenthal.

## Lage
Lövenich grenzt im Norden an die Ortschaft Köln-Widdersdorf, im Osten an die Bundesautobahn 1 und den Stadtteil Köln-Müngersdorf, im Süden, getrennt durch die Bahnstrecke Köln-Aachen, an den Stadtteil Köln-Weiden. Im Westen und Norden verläuft der Kölner Randkanal an Lövenich vorbei. Nächster westlicher Ort ist Frechen-Königsdorf.

## Geschichte
Der Name Lövenich geht auf ein keltisches Landgut mit lateinischem Namen zurück: Luviniacum. Unter diesem Namen wurde Lövenich erstmals 1028 erwähnt. Seit dem Mittelalter gehörte das landwirtschaftlich geprägte Dorf Lövenich zum Machtbereich des Johanniter-Ordens und des Kölner Erzbischofs. Lövenich war ein Teil des kurkölnischen Amtes Königsdorf. 1794 besetzten französische Revolutionstruppen den Ort. Im Rahmen der Verwaltungs-Neuordnungen von Napoléon Bonaparte um 1800 wurde aus den Orten Lövenich, Weiden, Junkersdorf, Üsdorf, Großkönigsdorf und Kleinkönigsdorf die „Mairie de Levenich“. Diese war ein Teil des Kantons Weiden im Arrondissement de Cologne im Département de la Roer. Seit 1815 gehörte Lövenich zum Königreich Preußen und kam 1816 an den Landkreis Köln, in dem es die Bürgermeisterei Lövenich bildete. Im 19. Jahrhundert wuchs der Ort kontinuierlich und erhielt 1870 einen eigenen Bahnhof. In dessen Umfeld entstanden im 19. und 20. Jahrhundert zweigeschossige, vorstädtische Reihenhäuser und Wohngruppen mit Vorgärten.
Am 23. Oktober 1898 versammelten sich in Weiden Männer aus den Ortschaften zur Gründung einer Freiwilligen Feuerwehr. 1906 konnten 60 Freiwillige für den Feuerwehrdienst gewonnen werden. Es wurden sodann Feuerwehrgruppen in Junkersdorf, Königsdorf, Lövenich und Weiden aufgestellt. Die 1906 aufgestellte Löschgruppe Lövenich wurde mit der Eingemeindung des Ortes in das Stadtgebiet der Stadt Köln in die Organisationsstruktur der Feuerwehr Köln überführt. Sie existiert heute noch und ist für den Brandschutz und die technische Hilfeleistung in Lövenich zuständig.
Aus der Bürgermeisterei Lövenich wurde 1928 das Amt Lövenich. 1934 wurde die Gemeinde Brauweiler in das Amt Lövenich eingegliedert. Dieses Amt wurde 1937 in Amt Weiden umbenannt. Das Amt Weiden wurde 1951 aufgehoben, wodurch Brauweiler und Lövenich amtsfreie Gemeinden wurden. Nach ca. 175 Jahren als selbstständige Ortsgemeinde gehört Lövenich seit der Gebietsreform vom 1. Januar 1975 dem Kölner Stadtbezirk Lindenthal an, wobei die beiden westlich außerhalb gelegenen Ortsteile Klein- und Großkönigsdorf der Stadt Frechen und damit dem heutigen Rhein-Erft-Kreis (früher Erftkreis) zugeschlagen wurden.

## Bevölkerungsstatistik
Struktur der Bevölkerung von Köln-Lövenich (2021):
- Durchschnittsalter der Bevölkerung: 44,9 Jahre (Kölner Durchschnitt: 42,3 Jahre)
- Ausländeranteil: 8,3 % (Kölner Durchschnitt: 19,3 %)
- Arbeitslosenquote: 3,4 % (Kölner Durchschnitt: 8,6 %)

## Städtepartnerschaft
Die Gemeinde Lövenich unterhielt Partnerschaften mit Diepenbeek (Belgien, seit 1962), mit Igny (Frankreich, seit 1967) und mit Benfleet (England, seit 1971).
Durch die Eingemeindung der Gemeinde Lövenich erhielt die Stadt Köln diese Partnerschaften. Der Stadtbezirk Köln 3 und der Städte-Partnerschafts-Club Köln 3 pflegen die Beziehungen seit über 40 Jahren.

## Kultur und Freizeit

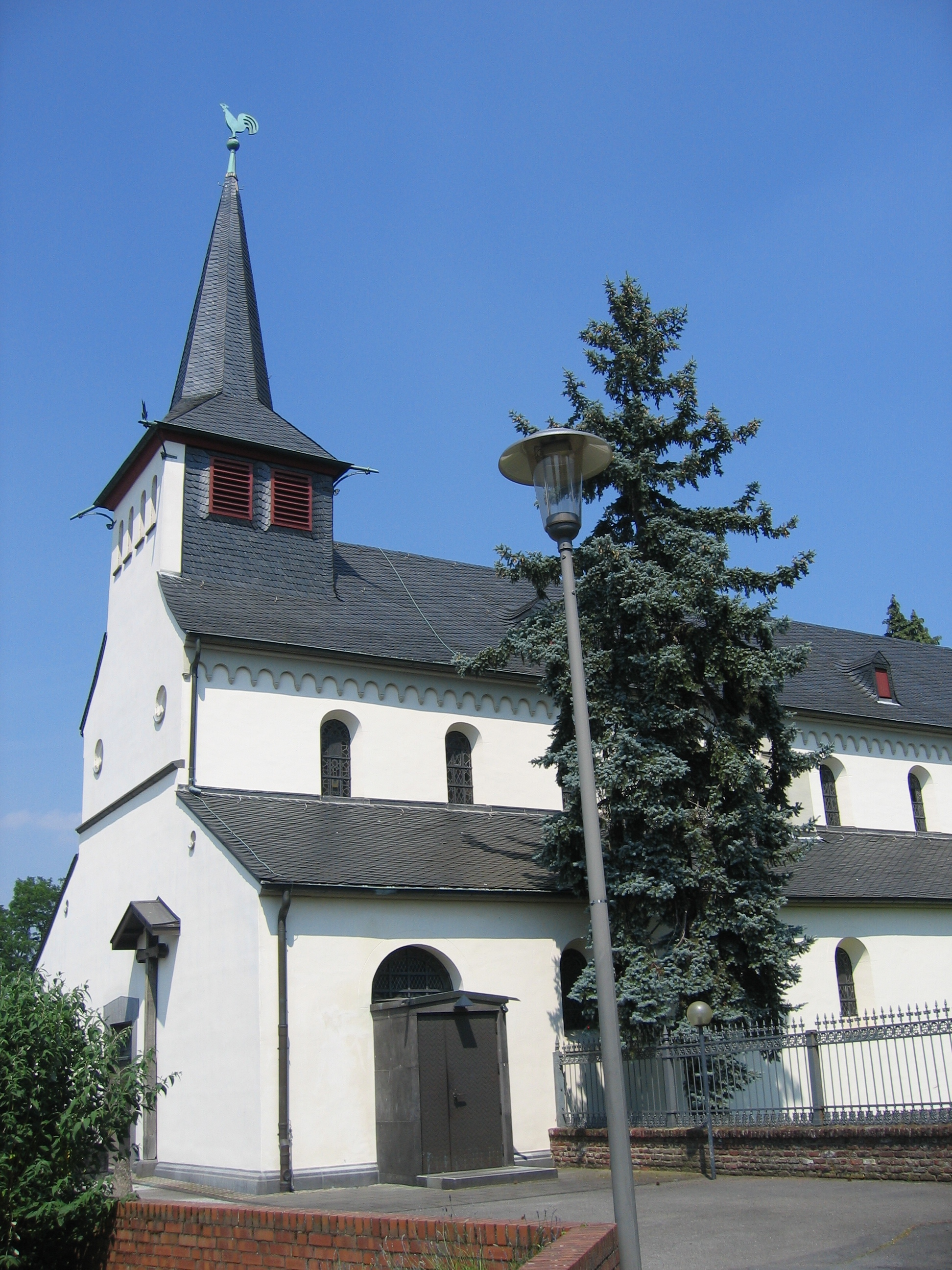
Kirche St. Severin

### Sehenswürdigkeiten
- Sehenswerte romanische Kirche St. Severin, erwähnt seit 1124.
- Liste der Baudenkmäler im Kölner Stadtteil Lövenich

### Einkaufszentrum
Aus Lövenich zu Fuß erreichbar ist das Einkaufszentrum Rhein-Center Köln im Stadtteil Köln-Weiden.

### Vereine
Lövenich verfügt über ein breit gefächertes Angebot an Vereinen:
- VFB LÖVENICH e. V. – Breitensport
- Willkommen in Weiden & Lövenich
- St. Hubertus Schützenbruderschaft Köln – Lövenich 1883 e. V.
- KG Lövenicher Neustädter 1903 e. V. – Karneval
- RSV Viktoria Lövenich 1975 e. V. – Radsport
- TTC Lövenich 1957 e. V – Tischtennis
- Köln-West Heimat- und Geschichtsverein
- Lövenich im Brennpunkt e. V. – Bürgerverein
- Veedelsgemeinschaft Köln- Lövenich und Weiden VG LÖWE e. V.
- Pfadfindersiedlung Philipp Neri

## Infrastruktur

### Schulen
- Von 1925 bis 1967 war Lövenich Sitz der Landwirtschaftsschule. Erster Direktor war Johann Heinrich Albers, Abgeordneter[6] des Rheinischen Provinziallandtages 1921 bis 1929.
- Johanniter-Schule: eine Gemeinschafts-Grundschule

### Verkehr
Vom Haltepunkt Köln-Lövenich S-Bahn an der S-Bahnstrecke Köln-Düren ist der Kölner Hauptbahnhof innerhalb einer Viertelstunde zu erreichen. Hier verkehren die S-Bahn-Linien S12 und S19. In der Nähe des Haltepunktes Lövenich S-Bahn befindet sich die Straßenbahnhaltestelle „Weiden Zentrum“, von der das Stadtzentrum innerhalb von etwa 20 Minuten erreicht wird.
Des Weiteren verfügt der Stadtteil über die Autobahnanschlussstelle Köln-Lövenich an der A 1. Einen Kilometer südlich folgt das Autobahnkreuz Köln-West, wo die A 1 die A 4 kreuzt.

## Bekannte Einwohner
- Howard Carpendale (* 1946), Schlagersänger und Komponist
- Paul Steiner (* 1957), Fußballspieler, Fußball-Weltmeister 1990
- Claus Lufen (* 1966), Fernsehmoderator und Sportreporter

### Frühere Einwohner
- Willy Millowitsch (1909–1999), Kölner Volksschauspieler
- Toni Polster (* 1964), ehemaliger österreichischer Fußballspieler und Popsänger
- Udo Lattek (1935–2015), ehemaliger Fußballtrainer und -spieler
- Harald Brand (1941–2018), Journalist
- Günter Eilemann (1923–2015), Komponist und Musiker
- Kurt Brumme (1923–2005), Moderator
- Rudolf Schwarz (1897–1961) Architekt